# カシオ日立モバイルコミュニケーションズ
株式会社カシオ日立モバイルコミュニケーションズ（カシオひたちモバイルコミュニケーションズ、Casio Hitachi Mobile Communications Co., Ltd. 略称CHMC）は、かつてカシオ計算機（カシオ）と日立製作所（日立）ブランドの携帯電話を開発・供給した合弁会社である。「カシオ日立」とも略称された。
2010年6月1日に、日本電気（以下NEC）の携帯電話端末事業を会社分割して設立されたNECカシオ モバイルコミュニケーションズに吸収合併されて同社の事業となった。

## 概要
- カシオと日立（2009年7月1日より日立コンシューマエレクトロニクス（日立CE）に移管）の携帯電話事業の合弁会社である。両社から発売される国内向け、海外向けの携帯電話の開発を行う。
- KDDI、および沖縄セルラー電話（各au）はカシオ日立の商品は展開せず、当社がカシオと日立に端末を納入して両社がそれぞれに商品展開する。NECカシオもカシオブランドの機種はNECカシオを表記しない。後述のCA-01Cを除く。
  - ソフトバンクモバイルは、ブランドはカシオだが、商品展開自体はカシオ日立が直接行っている。
  - 日立ブランドのau向けデータ端末は、当社および後継のNECカシオは担当せず日立本体が手がけている。W02H、W03H、DATA01、DATA02、DATA03、DATA04が該当。
- 製造は、カシオ向けは山形カシオ株式会社、日立向けは株式会社東海テックが行う。入れ替わる場合もある。東海テックは消滅した。
- 携帯電話の開発だけでなく、カメラモジュールの開発、携帯電話向けコンテンツのプロデュースする。
  - カシオ日立がプロデュースした携帯電話向けコンテンツはトイズファクトリーのモバイルサイトが該当する。実際トイズファクトリーのモバイルサイトのフッターは「(C)TOY'S FACTORY Inc. Powered by Casio Hitachi Mobile Communications Co., Ltd.」だった[注 1]。
- カシオ日立製携帯電話用ソフトウェアは、パナソニック モバイルコミュニケーションズ (PMC) のau向け端末にも採用されている。KCP+採用端末のP001はPMC自社開発である。
- 社員は採用せずカシオと日立CEから出向する。

## カシオ日立設立までの経緯
- 両社は、auとSoftBankに端末を供給する。カシオはIDO、DDIセルラーグループ時代に2000年からcdmaOneの『C303CA』を、日立はDDIセルラーグループ時代の1989年にTACS方式の『HP-401』を、旧IDOでは1996年にPDCの『D317』をau端末のみ供給した。カシオは2008年からソフトバンクにも供給を始めた。
- 合弁会社のカシオ日立設立は2003年7月頃から始まり、2003年11月18日に正式発表する。2004年4月1日からカシオ日立は動き始めた。カシオ日立として開発された最初の端末は、W21CA、W22Hで、以降はカシオ、日立から発売される端末にはカシオ日立製のソフトウェアが採用されている。
- カシオ日立製ソフトウェアのベースはカシオ製ソフトウェアであるため、それまでの日立製端末の特徴であった「気くばりスイッチ／気くばりセンサー」「ポケベル入力」の機能が省かれ、従来からの日立ユーザーを嘆かせた。「ポケベル入力」は2006年夏モデルであるW42Hより復活している。データ専用端末 (W0xH) は日立製で、カシオ日立は開発に携わらない。
- 2004年3月に発売されたW21Hは、日立ブランドであるにも関わらず、奇しくもカシオ製のA5401CA IIによく似た外観である上に、ソフトウェアもカシオ製のものが搭載されていた。前モデルであるW11Hでは、兄弟機のW11Kが京セラブランドで発売されている。日立は、開発サイクルの長さによる工場の稼働率の悪さに苦しみ、合弁相手を模索していたようだ。
- 設立当初は拠点として富士ソフトABC八王子事業所をウェブサイトに記載したが、のちに記載は無くなる。2006年から立川オフィスを新設し、ほかに飯田橋日立マクセル本社ビル内に拠点がある。
- 本社社屋は多摩モノレールから眺望できる。「CASIO」の銘板を掲げ、カシオ日立モバイルコミュニケーションズは正門に記す。屋上にauの基地局アンテナを設ける。2019年4月から本社社屋の解体工事が始まり[1]、2019年9月に本社社屋は解体された[2]。

## NECの端末事業との統合
カシオ日立とNECの携帯電話端末事業を手掛けるモバイルターミナル事業本部が2010年6月から事業統合し、新会社「NECカシオ モバイルコミュニケーションズ」を設立する。当初は2010年4月1日付けであったが、海外における独占禁止法関連の審査が遅れたため2010年2月26日に5月1日予定へ延期、4月20日に6月1日予定へ再度延期された。NECからの吸収分割は予定通り実施された。
統合スキームとして2009年12月22日にNECの全額出資子会社のNECカシオが設立され、2010年5月1日にNECの端末事業を吸収分割し、6月1日にカシオ日立が吸収合併されて統合作業が完了している。カシオ日立の大石社長は、NECカシオの代表権のある専務に就任した。
2010年6月の増資後は資本金50億円となり、出資比率はNECが70.74パーセント、カシオが20.00パーセント、日立が9.26パーセントとなり、NECの連結子会社、カシオの持分法適用会社となる。取締役はNECより6名、カシオより2名。
両社はソフトバンクモバイル向け端末で協業しており、auを始めCDMA2000向けを主とするカシオ日立と、NTTドコモなど、W-CDMA向けを主とするNECとの技術の一体化による開発力強化を目指す。統合後早期に国内シェア首位を目指し、2012年度に海外と合わせて1200万台の販売を目標にする。
2011年に事業統合を象徴し、カシオブランドでドコモ向けにCA-01Cが、NECブランドでau向けにIS11Nが発売された。のちにドコモ向けはNECブランド、au向けはカシオブランド、とそれぞれの発売前と同様になる。前者はau向け端末の「カシオ計算機株式会社」ではなく前述の如く「NECカシオモバイルコミュニケーションズ株式会社」で、ドコモもNECカシオもNECブランドとして扱われた。

## カシオ日立が開発担当の機種（型番順）

### KDDI／沖縄セルラー電話連合
KDDI／沖縄セルラー電話連合（各auブランド）

#### CDMA 1X
A5512CA
久々に、モノクロサブディスプレイ、CMOS素子のカメラを採用。Eメールバックグラウンド受信対応。EZナビウォーク搭載。外部メモリーに対応せず、105グラムで軽量。EZアプリはBREWに。（2005年7月）
A5513CA (G'zOne TYPE-R)
A5512CAのG'zOneモデル。（2005年7月）

#### CDMA 1X WIN

##### 2004年
W21CA/CA II
CAシリーズ初のCDMA 1X WINモデル。au初のフルブラウザ『Opera』搭載。当初はOperaはダブル定額の対象外だったが、2005年5月1日より定額料金の適用対象になる。Operaを使用するとダブル定額の上限が未使用時より高くなる。ボディ形状は回転二軸型で、サブディスプレイはついていない。着信イルミネーションランプのみのシンプルなデザイン。画面は2.6インチで、QVGAよりも縦長の「ワイドQVGA」液晶を搭載。オートフォーカス対応2メガピクセルCCDカメラ搭載。Eメールバックグラウンド受信には非対応。『着うたフル』に対応。W21CA II はマイナーチェンジ仕様。Operaの仕様とカラーバリエーションの違い。W21CAが12月、W21CA IIが2005年4月。
W22H
au初の、スライド式デザインを採用。2.4インチQVGA液晶、1.2メガピクセルCCDカメラ、miniSDカード搭載。着うたフル対応、EZナビウォーク対応。（10月）

##### 2005年
W31H (PENCK)
au design projectモデル。デザインプロデュースは、クリエイターのサイトウマコト。折りたたみ式。コンパクトミラーのような、丸みを帯びたデザインが特徴。サブディスプレイはデザインの処理上、搭載されていない。「メタル」のカラーは蒸着塗装技術によってメッキ塗装が施されている。ベースはW22H。テンキーのフォントはフリーフォントを用いたがサイトウマコト作と誤発表し、のちに謝罪した。（2月）
W31CA
W21CAに、3.2メガピクセルCCDカメラでオートフォーカスに対応し、Microsoft Office・PDF・HTMLファイルを閲覧するPCドキュメントビューアーを搭載。（7月）
W32H
au初の、EZ FeliCa、au ICカード対応モデル。折りたたみ式。Hシリーズ初のSD-Audio機能・FMラジオチューナー、フルブラウザ、PCドキュメントビューアーも搭載。日立製のPC「プリウス」で録画した映像を再生する機能やマイク付きリモコンを標準装備するなど、AV機能に力を入れたモデル。この機種のイメージキャラクターには、シンガーソングライターの安藤裕子を起用。（9月）

##### 2006年
W41CA
同社初のLISMOサービス対応モデル。カメラモジュールを従来型の3.2メガピクセルCCDから2メガピクセルCMOSモジュールでオートフォーカス対応に変更するなどの工夫により、本体の厚さが22ミリと、大幅な小型化に成功。その他の機能はW31CAにEZ FeliCa・FMラジオチューナー・赤外線通信ポート・CA初のSD-Audioなどを搭載したもの。操作キーのデザインがウェーブ状になっており、押し間違いを少なくさせる工夫がされている。コンパクトなボディの中に売れ線機能を盛り込んだ非の打ち所の無いバランスの良さから、全キャリア中トップを独走するヒット商品となった。（2月）
W41H
同社初のワンセグ対応モデルである。地上アナログテレビ放送は非対応だがテレビ受信を意識してディスプレイサイズは2.7インチ、回転二軸スタイルを採用する。W32Hの液晶部分を回転可能としたデザインに似る。重量は159グラムである。録画と静止画保存も可能。LISMO・EZ FeliCa・フルブラウザ等の機能を搭載。同社で最後のminiSDカード対応端末である（2月）。
G'zOne W42CA
2005年、｢G'zOne TYPE-R」で復活した耐水（JIS保護等級7相当）・耐衝撃性能を売りにした携帯電話シリーズ「G'zOne」がWIN対応となり進化したモデル。前作より耐水機能を強化してNTT DoCoMoのSO902iWP+との耐水ケータイ対決に備えるとともに、機能面ではLISMOサービス対応に加え、PCサイトビューアー(PCドキュメントビューアーは非対応)やau IC カード、赤外線機能、ICレコーダー、microSDカードに対応するなど今まで要望の高かった機能や新機能に「Wシーン機能」・「モバイル辞書」を搭載している。電子コンパスも引き続き搭載されている。EZ FeliCaには対応していない。800MHz帯のみならず2GHz帯にも対応。W42CAからKDDI Common Platform (KCP) に対応。（6月）
W42H
W32Hの後継機の位置づけがなされているW42H。機能面ではW42CAと同等だが、W42CAには搭載されていないPCドキュメントビューアーやEZ・FM、EZ FeliCaが搭載されているかわり、電子コンパスは搭載されていない。外装ではさり気なく着せ替えできるパーツ「カスタムバングル」が用意され、ビジネス層を狙った端末となっている。電池表示が横から縦になるなど若干の変更がある。W42CA同様2GHz帯やKCPにも対応している。（6月）
W43CA
W41CAの後継モデルとなっているが実質的にはA5512CAの発展モデル。液晶は2.6インチワイドQVGA方式で、オートフォーカス搭載2メガピクセルCMOSカメラを装備。形状は一般的な折りたたみ式で、同社初の有機EL方式を採用したサブディスプレイを搭載する。デザインはA5512CAのイメージを踏襲している。外部メモリーはmicroSDで512メガバイトまで対応する。auの新サービスでは「EZチャンネルプラス」「EZニュースフラッシュ」「au My Page」「デコレーションメール」「アドレス帳預けて安心サービス」に対応。SD-AudioやEZ FeliCa等にも対応。（9月）
W43H/H II
W41Hの後継モデル。構造は回転二軸方式を採用し、カラーリングが女性的な色合いになった。前機種同様ワンセグに対応しているが、デザイン上はテレビを強調しないものとなった。電池は同じものだが、集積回路の改良により最長視聴可能時間が4時間15分に延びた。microSD・512メガバイトまで対応する外部メモリに番組録画が可能で、50メガバイトの本体メモリと合わせて2時間40分まで録画可能。それ以外の機能、スペック、対応サービスはW43CAとほぼ同じ。W41Hより小型軽量となり、バランスよくまとまっている。発売後に番号ポータビリティサービスが開始され、auの一人勝ちに貢献して人気を得る。W43H IIはカラーバリエーションやプリセットコンテンツが変更され、microSDは2GBまで対応する。（9月）。W43H IIは2007年1月。
E03CA
G'zOne W42CAの法人ユーザー向け端末。W42CAとの相違点として1200mAhの大容量バッテリーや同社初のBluetooth通信機能を搭載しており、法人専用のサービス「Business Messenger」に対応。ボディ色は黒のみ。基本的に法人ユーザー向けであるが、個人ユーザーも入手可能。（12月）

##### 2007年
W51H
業界最大級（当時）の解像度となるワイドVGA(480x800ピクセル)の2.9インチ液晶を装備した回転二軸モデル。指紋認証やEZナビウォーク、PCサイトビューアーのスクロール操作に利用できる「スマートセンサー」を装備。ビジネスユーザーをターゲットとしており、W42Hの後継と言える。有機ELのサブディスプレイを装備している。日立のお家芸、ワンセグTV機能は非搭載だが142gと大柄。日立機としては初めて、USBクレードル充電台となった。赤外線通信機能は、最大4Mbpsの通信速度に対応したIrSimpleを採用。タスク切り替え機能に対応する。（2月）
W51CA
ベストセラー機W41CAの後継モデル。スリムなデザインはそのままに、ワンセグTV機能を内蔵しており、春商戦ではW41CAの再来を狙う。W51H同様、サブディスプレイを装備。ワンセグTVの連続視聴時間は最長約5時間30分と、W43Hよりも長い。W41CA搭載のアデリーペンギン、W43CAの顔キャラクターの両方を搭載している。IrSimple、タスク切り替え機能の採用はW51H同様。（2月）
W51P
パナソニック モバイルコミュニケーションズの商品であるが、ワンプッシュオープン機構や「Wシーン機能」・「モバイル辞書」が非搭載であること以外はW43H/W43CAと類似のスペックおよび使い勝手となっており、ソフトウェアの開発元であるとされている。カメラもW43H/W43CAと同じ207万画素CMOSだが、パンフォーカスである。（2月）
W52CA
カシオ定番の回転2軸ヒンジでありながら、ワンセグやIPX5/IPX7相当の防水に対応している。耐衝撃性能は採用していないため「G'zOne」の冠名は使われていない。機能面ではW51CAに搭載されていた機能に加え、「Touch Message」・「ラッピングメール」など新サービスに対応しているが、サブディスプレイやEZ・FMは搭載されておらずIrSimpleに対応しないなど、W51CAよりもW43Hに類似点がある。ワンセグでは待ち受け画面状態で録画出来る「バックグラウンド録画」に対応している。DF容量はカシオ最大の100MBを実現している。スピーカーはモノラル。プリセットコンテンツではアデリーペンギンではなくカツオの「Bonite」（ボニット）が新たに内蔵されている。この夏モデルから着信メロディのOFFが可能になった。（6月）

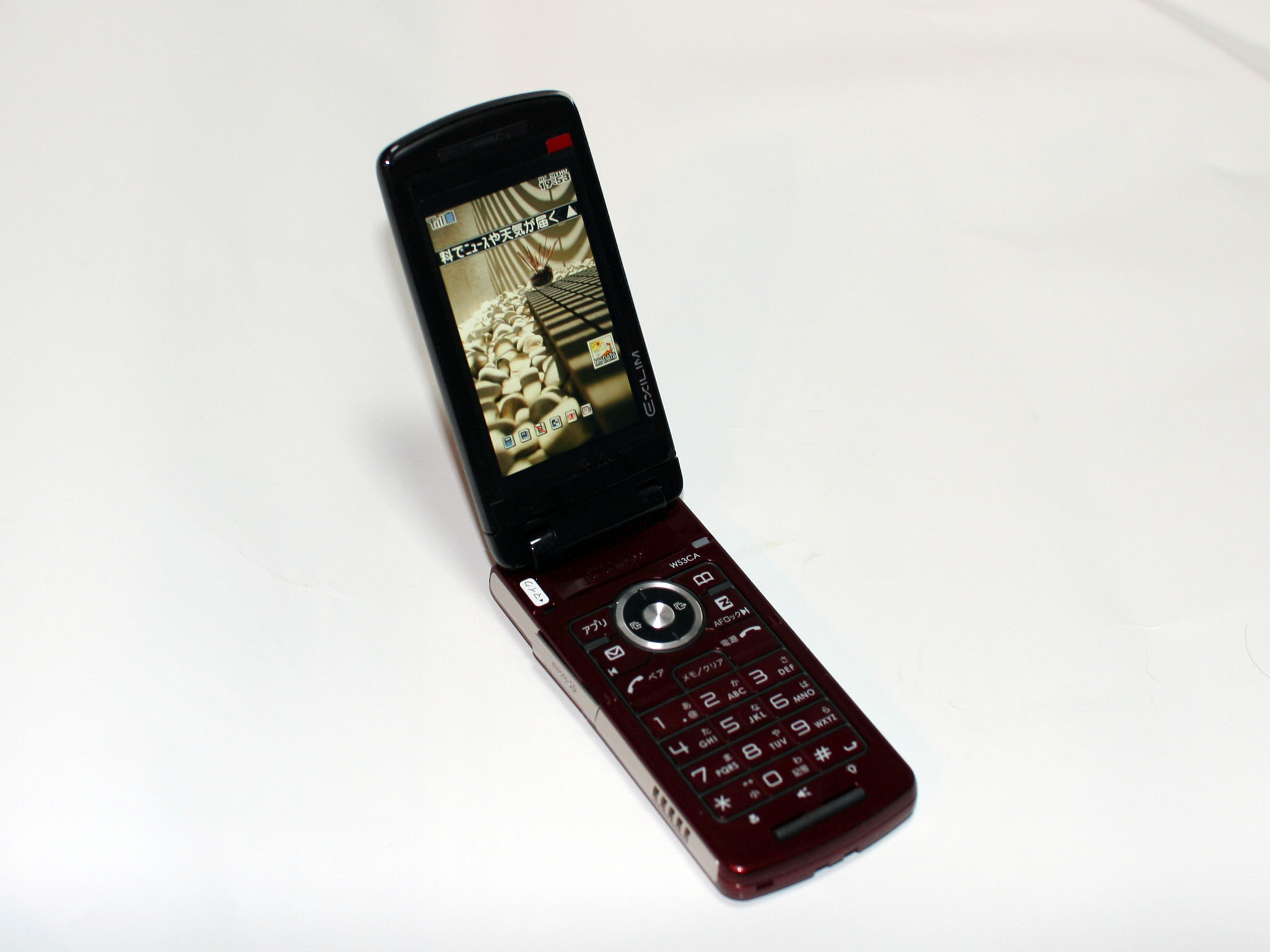
▲W53CA

EXILIMケータイ W53CA
カシオ計算機のデジタルカメラブランド「EXILIM」の冠名を使用したW31CAの実質的後継モデル。EXILIMで培った技術を携帯電話に応用し、携帯電話で最大級の515万画素CMOSを採用した。カメラ機能に特化し、厚さは18.5mmでW31CAより1cm薄い。機能面はカシオで初めて2.8インチのワイドVGA液晶を搭載する。カシオで初めて2.7インチ以上の液晶やワイドVGA液晶を搭載する。ほかの機能はW52CAとほぼ同等であるが、ワンセグが非搭載の代わりにPCドキュメントビューアーがW41CA以来、5機種振りに搭載し、FMラジオ機能が省かれている。W53CAとW52Hは「Wシーン機能」の切り替えと「EZニュースフラッシュ」のテロップ表示が連携され、シーン1とシーン2でテロップの色が反転する。（8月）
W52H
W43H/H IIの後継機種。バッテリーは1100mAhと大容量で、ワンセグ連続視聴時間は7時間を実現している。W43H/H IIからの変化はサブディスプレイ・デジタルラジオ・W52CAと同等の予約録画機能の搭載、メインディスプレイの大型化である。その他の機能はW52CAと同等であり、FMラジオも搭載されている。（6月）
W52P
W51Pの後継機種。「+Panel」による着せ替えが出来る。カメラもパンフォーカスながら、W52CA・W52Hと同じ207万画素CMOSカメラを搭載。カシオ及び日立製と類似したUIを搭載し、引き続きカシオ日立からソフトウェアのOEM供給を受けていると思われる。（6月）
W53H
薄型回転2軸ヒンジ型。メインディスプレイに有機ELを採用。日立の薄型テレビブランド「Wooo」の高画質映像技術を利用した「Picture Master for Mobile」を搭載し、W52Hでは与えられていなかった「Woooケータイ」の愛称名が付いている。（11月）

##### 2008年
W61CA
回転2軸ヒンジ式。W52CAとW53CAの特徴を組み合わせたワンセグチューナー搭載機種。この機種を最後にカシオのKCP端末は終了。（2月）
W61H
回転2軸ヒンジ式。背面パネルに日本初の電子ペーパーディスプレイを採用したワンセグチューナー搭載機種。W53Hの実質的な姉妹機にあたる端末でメインディスプレイにはW53Hと異なりこちらは2.8インチ・ワイドQVGAのIPS液晶を採用する。W61CA同様、KCP端末の最終機種となった。（3月）
W61P
薄さ12.9mmの折りたたみ式ワンセグチューナー搭載機種。（2月）
G'zOne W62CA
折りたたみ式。G'zOne W42CAの後継となるカシオ初のKCP+採用機種。（7月）
Woooケータイ W62H
Woooケータイの名が復活。2Way オープンスタイルを採用した日立初のKCP+採用機種。（7月）
EXILIMケータイ W63CA
EXILIMケータイの名が復活。回転2軸ヒンジ式。世界初のワイドVGA有機ELと809万画素CMOSカメラを搭載。(11月）
Woooケータイ W63H
回転2軸ヒンジ式。ワイドVGA有機ELを搭載したことと、KCP+でオートフォーカス採用初のWoooケータイ。（12月）
W62P/島耕作ケータイ
W52P同様の左右非対称デザインの折りたたみ式機種。機能面ではW61Pをベースとしている。カシオ日立モバイルコミュニケーションズが提供するソフトウェアを搭載した最後の機種でもあり、パナソニックのKCP最終端末となった。（11月）

##### 2009年
CA001
回転2軸ヒンジ式。au初のタッチパネル（簡易式）搭載機種。（2月）
Woooケータイ H001（HI001）
2Way オープンスタイルを採用した世界初の3D液晶搭載機種。（2月）
G'zOne CA002
折りたたみ式。実質的にはG'zOne W62CAのリファイン機種にあたる。（5月）
Mobile Hi-Vision CAM Wooo（HIY01）
3Way オープンスタイルを採用した国内向け携帯電話初のハイビジョンムービーカメラを搭載、携帯電話としては世界初のHDMI端子 (HDMI Mini Connector)を搭載した機種。8GBまで（KDDI公表）のmicroSDHCに対応。日立ブランドの携帯電話としてはこの機種より製造元が日立CE名義となる。（7月）
EXILIMケータイ CA003
回転2軸ヒンジ式。1220万画素CMOSカメラを搭載し、16GBまで（KDDI公表）のmicroSDHCに対応。（11月）
EXILIMケータイ CA004
回転2軸ヒンジ式。実質的にはEXILIMケータイ W63CAのリファイン機種にあたる。機能および対応サービスに関してはW63CAに準拠している。（11月）

##### 2010年
EXILIMケータイ CA005
回転2軸ヒンジ式。1295万画素CMOSカメラと防水機能を搭載し、16GBまで（KDDI公表）のmicroSDHCに対応。カシオ日立名義のCA機としては最後に開発された機種。（5月）
beskey（HIY02）
折りたたみ式。形状の異なる3種類のキーパッドを同梱し、ユーザーのキーの“打ち方”に適したキーパッドを選択する事ができる。このほか、16GBまで（KDDI公表）のmicroSDHCや防水機能などにも対応。カシオ日立名義のH（HI）機としては最後に開発された機種。（6月）

### ソフトバンクモバイル
SoftBank 3G (W-CDMA)

#### 2008年
SoftBank 830CA
カシオのソフトバンクモバイル参入第一号機。折りたたみ式でワンセグ対応。520万画素CMOSデジタルカメラ搭載。NECに開発を委託したため、UIにNEC製端末との共通点がある。（11月）

#### 2009年
EXILIMケータイ SoftBank 930CA
カシオ初のスライド式でワンセグ対応。世界最速0.99秒カメラ起動。広角28mmの約809万画素CMOSデジタルカメラ搭載。microSDHC対応（8GBまで）。830CAと同様、UIはNEC製であるが、カメラ機能のUIはEXILIMのカメラと同様の操作体系である。（2月）

### CDMA2000 1x （海外モデル）
CanU 502S（韓国LGテレコム向け）
G'zOne TYPE-Rベース。色はソウル・グリーン、トレンディ・オレンジの２色。（2005年12月）
G'z One TYPE-S（米国ベライゾン・ワイヤレス向け）
デザインはW42CA、E03CAをベースとしているが、EV-DOには対応しないほか、液晶解像度が220x176、VGAカメラ、と大幅にグレードダウンしているが、E03CA同様Bluetoothをサポートしている。
北米のCDMA900/1800規格に対応。1050mAhのバッテリーを装備しMIL規格をサポートする点はTYPE-V同様となっている。

### CDMA2000 1x EV-DO （海外モデル）
HS8000（韓国LGテレコム向け）
W21CAベース。色はイエローのみ。（2005年4月）
canU 701D（韓国LGテレコム向け）
W43Hベース。日本のワンセグではなく、デジタル放送DMBに対応。Bluetooth機能が追加されている。大容量バッテリーが選択可能。色はブラックとホワイトの2色。限定版として韓国のアーティスト10名によるイラストが描かれたボディが販売される。（2007年3月）
G'zOne TYPE-V（米国ベライゾン・ワイヤレス向け）
デザインはG'zOne TYPE-Rをベースとしているが、発売時期はG'zOne W42CAよりも後であり、EV-DO対応であることから内部的にはW42CAをベースとしていると考えるのが妥当であろう。
北米のCDMA900/1800規格に対応し、2インチQVGA液晶、2メガピクセルCMOSカメラ、1050mAhのバッテリーを装備。北米向けでJIS規格ではなくMIL規格への準拠を謳う。
ベライゾン・ワイヤレスはNX9200の型番で発売するが、展示会等ではG'zOne TYPE-Vの名称で広報している。
canU EXILIM 801Ex（韓国LGテレコム向け）
W53CAベース。カメラのスペックはベース機と共通だが、対応サービスは国内向けのベース機と比較すると大分異なっている。(2008年4月)
canU S1000（韓国LGテレコム向け）
W53Hベース。先述したcanU 701Dの後継機種にあたる。(2009年1月)
canU T1200（韓国LGテレコム向け）
韓国市場向けオリジナル開発端末。XOXOの名称がついている。(2010年9月)